# 神戸市立山田中学校
神戸市立山田中学校（こうべしりつ やまだちゅうがっこう）は、兵庫県神戸市北区にある公立中学校。

## 沿革
- 1947年（昭和22年） - 開校
- 1969年（昭和44年） - 神戸市立鈴蘭台中学校を分離
- 1974年（昭和49年） - 神戸市立桜の宮中学校を分離

## 部活動

### 運動部
- 陸上競技部
- バスケットボール部
- ソフトテニス部
- 剣道部
- 女子バレーボール部

### 文化部
- 吹奏楽部
- 美術部
- 放送部

## 通学区域
- 神戸市北区
  - 青葉台
  - 柏尾台
  - しあわせの村
  - 谷上西町
  - 谷上東町
  - 谷上南町
  - 日の峰
  - 松が枝町1～3丁目
  - 緑町4丁目
  - 山田町上谷上（但し大池地区、花山地区を除く）
  - 山田町坂本
  - 山田町下谷上（但し山の街地区、広陵地区を除く）
  - 山田町衝原
  - 山田町中
  - 山田町西下
  - 山田町原野（字大山ユーロフォーラム神戸北町を除く）
  - 山田町東下
  - 山田町福地

## 進学前小学校
- 神戸市立山田小学校
- 神戸市立谷上小学校
- 神戸市立箕谷小学校

## 制服
- 冬服は標準的な学生服又はセーラー服上下である。
- 夏服はカッターシャツ、スラックス又はブラウス、吊りスカートである。

## 卒業生
- 久元喜造 - 政治家
- 田村伊知郎 - 野球

## 交通アクセス
- 箕谷駅から徒歩10分
- 神戸市営バス64系統 箕谷バス停から徒歩5分